# World Scout Bureau
Das World Scout Bureau ist eines der drei Hauptorgane der Weltpfadfinderorganisation World Organization of the Scout Movement (WOSM). Es handelt im Auftrag der World Scout Conference und des World Scout Committee. 

## Organisation
Die Räumlichkeiten des World Scout Bureau befinden sich in Kuala Lumpur in Malaysia.
Das Büro ist in fünf regionale Divisionen gegliedert, die sich auf verschiedene geografische Regionen der Welt verteilen:
- Arabische Region: Hauptsitz in Kairo, Ägypten.
- Afrikanische Region: Hauptsitz in Nairobi, Kenia.
- Asien-Pazifik-Region: Hauptsitz in Makati, Philippinen.
- Europäische Region: Hauptsitze in Genf, Schweiz, und Brüssel, Belgien.
- Interamerikanische Region: Hauptsitz in Panama.

Das World Scout Bureau wird durch den Generalsekretär geleitet, der durch eine kleine Gruppe technischen Personals unterstützt wird.

## Funktion
Das World Scout Bureau ist das Sekretariat der World Organization of the Scout Movement (WOSM) und dient der Umsetzung der Beschlüsse der Weltpfadfinderkonferenz und des Weltkomitees. Es wird von einem Generalsekretär geleitet, der von einem Team aus fachlich versierten Mitarbeitenden unterstützt wird.
Das Büro hilft Pfadfinderverbänden durch gezielte Schulungen, sich zu verbessern und ihre Pfadfinderarbeit auszuweiten. Die Schulungen richten sich dabei sowohl an Haupt- als auch Ehrenamtliche. Das Augenmerk liegt auf der Herstellung einer soliden Finanzpolitik und Fundraising, der Verbesserung der Verbandsarbeit und der Handlungsweisen, sowie der Assistenz in der Beschaffung von öffentlichen Fördermitteln für die Pfadfinderarbeit. Die Mitarbeiter des Büros arrangieren weltweite Veranstaltungen und die sogenannten World Scout Jamborees, sie regen regionale Veranstaltungen an und arbeiten als Verbindungsstelle zwischen der Pfadfinderbewegung und anderen internationalen Organisationen. Eine Hauptbemühung in Schwellenländern ist der Ausbau der allgemeinen Guten Tat zu einer organisationsweiten Bestrebung als Beitrag zur Gesellschaftsentwicklung.

## Führung

Die Leitung des World Scout Bureau wurde seit seiner Gründung von mehreren prominenten Persönlichkeiten übernommen:
| Nr. | Titel           | Name                | Herkunftsland          | Amtszeit  |
| --- | --------------- | ------------------- | ---------------------- | --------- |
| 1   | Direktor        | Hubert S. Martin    | Vereinigtes Königreich | 1920–1938 |
| 2   | Direktor        | John Skinner Wilson | Vereinigtes Königreich | 1938–1951 |
| 3   | Direktor        | Daniel Spry         | Kanada                 | 1951–1965 |
| 4   | Direktor        | Richard T. Lund     | Vereinigtes Königreich | 1965–1968 |
| 5   | Generalsekretär | László Nagy         | Schweiz                | 1968–1988 |
| 6   | Generalsekretär | Jacques Moreillon   | Schweiz                | 1988–2004 |
| 7   | Generalsekretär | Eduardo Missoni     | Italien                | 2004–2007 |
| 8   | Generalsekretär | Luc Panissod        | Frankreich             | 2007–2012 |
| 9   | Generalsekretär | Scott A. Teare      | Vereinigte Staaten     | 2013–2016 |
| 10  | Generalsekretär | Ahmad Alhendawi     | Jordanien              | 2017–2024 |
| 11  | Generalsekretär | David Berg          | Belgien                | ab 2025   |

Diese Führungspersönlichkeiten haben maßgeblich zur Entwicklung und globalen Expansion der Pfadfinderbewegung beigetragen.

### Erläuterungen
Die ersten vier Amtsinhaber des World Scout Bureau führten den Titel „Director“. Erst mit der Ernennung von László Nagy im Jahr 1968 wurde die Rolle in „Secretary General“ umbenannt. Nagy war gleichzeitig der erste Generalsekretär, der auf wissenschaftlicher Grundlage eine umfassende Analyse der Weltpfadfinderbewegung erstellte.
Jacques Moreillon, zuvor beim Internationalen Komitee vom Roten Kreuz tätig, leitete die Organisation von 1988 bis 2004 und trieb die Professionalisierung der WOSM voran.
Eduardo Missoni war von 2004 bis 2007 im Amt, wurde jedoch vorzeitig entlassen, was zu einer intensiven Diskussion über Governance-Strukturen führte.
Luc Panissod wurde zunächst kommissarisch eingesetzt und 2009 fest als Generalsekretär bestätigt. Er führte das Amt bis Ende 2011.
Scott A. Teare war der erste nordamerikanische Generalsekretär und setzte verstärkt auf digitale Vernetzung.
Ahmad Alhendawi, der jüngste Generalsekretär in der Geschichte der WOSM, trat sein Amt 2017 an. Zuvor war er UN-Jugendbeauftragter. Seine Amtszeit endete 2024.
David Berg, zuvor in Führungsfunktionen bei der Weltpfadfinderstiftung tätig, wurde 2025 offiziell als 11. Generalsekretär ernannt.

## Geschichte
- 1908 Boy Scout Office in London (England)
- 1920 Boy Scout International Bureau (BSIB) in London (England)[8]
- 1922 Entstehung des Weltkomitees und des Int. Pfadfinderbüros International Bureau (IB) in London (England)[9]
- 1926 Girl Guides World Bureau in London (England)
- 1957 Umzug des inzwischen in World Scout Bureau umbenannten IB von London (England) nach Ottawa (Kanada)
- 1968 Umzug des Weltpfadfinderbüros (World Scout Bureau) von Ottawa (Kanada) nach Genf (Schweiz)
- 1992 Gemeinsames Europäisches Pfadfinderbüro der World Association of Girl Guides and Girl Scouts (WAGGGS) und der World Organization of the Scout Movement (WOSM) in Brüssel (Belgien)
- 2013 Umzug des World Scout Bureau nach Kuala Lumpur in Malaysia[10]